# 浅田和則
浅田 和則（あさだ かずのり、1949年(昭和24年) - ）は、日本の実業家。キヤノンMJアイティグループホールディングス株式会社相談役。

## 人物
- 1949年（昭和24年）広島県生まれ。
- 1971年（昭和46年）中央大学法学部卒業[2]。

## 経歴
- 1971年（昭和46年）キヤノン販売（現キヤノンマーケティングジャパン＝キヤノンMJ）入社。
- 1990年、総務部長。1998年、総務本部長。1999年、取締役。
- 2003年、キヤノンシステムソリューションズ（現キヤノンITソリューションズ）社長。
- 2007年、キヤノンMJ専務取締役ビジネスソリューションカンパニーITソリューション部門担当。
- 2010年4月1日、キヤノンMJアイティグループホールディングスの社長に就任（現任）。キヤノンITソリューションズの社長を兼務）[2][3]。

## 社長交代
- キヤノンMJグループのキヤノンMJと傘下のキヤノンMJアイティグループホールディングスの両トップが交代した。
- キヤノンMJグループ　川崎正己社長は相談役退き坂田正弘専務が社長に就任。代表取締役会長村瀬治男は続投。
- キヤノンMJアイティグループホールディングス　浅田和則社長は相談役に退き神森昌久専務が社長に就任[4]。